# Погмаручей
Погмаручей — ручей в России, протекает по территории Пайского сельского поселения Прионежского района Республики Карелии. Длина ручья — 10 км.
Ручей берёт начало из Ладвозера и далее течёт преимущественно в юго-восточном направлении.
Сливаясь с Енручьём на высоте 89 м над уровнем моря, образует исток реки Пай. Пай впадает в реку Ивенку (ниже — Ивину), впадающую в Верхнесвирское водохранилище, через которое протекает река Свирь.
Блие к нижнему течению Погмаручей пересекает дорогу местного значения 86К-218 («Ладва — Ревсельга — граница Ленинградской области»), а также линию железной дороги Санкт-Петербург — Мурманск севернее посёлка Пай.
Населённые пункты на ручье отсутствуют.
Код объекта в государственном водном реестре — 01040100712202000012230.